# Новый Иржавец
Новый Иржавец (укр. Новий Іржавець) — село,
Чутовский сельский совет,
Оржицкий район,
Полтавская область,
Украина.
Код КОАТУУ — 5323687702. Население по переписи 2001 года составляло 409 человек.

## Географическое положение
Село Новый Иржавец находится на берегах реки Ржавец,
выше по течению примыкает село Старый Иржавец,
ниже по течению на расстоянии в 1,5 км расположено село Чутовка.
На реке несколько запруд.

## История
после 1945 присоеденена Новоселица
Село указано на подробной карте Российской Империи и близлежащих заграничных владений 1816 года как хутор Ржавский

## Экономика
- ООО «Правда».